# Katia Ricciarelli

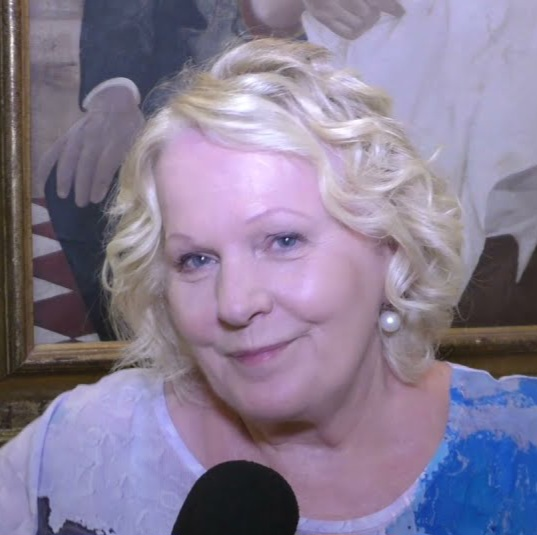
Katia Ricciarelli (2021)

Katia Ricciarelli (* 16. Januar 1946 in Rovigo; bürgerlich Katiuscia Maria Stella Ricciarelli) ist eine italienische Opernsängerin (Sopran).

## Leben
Katia Ricciarelli hatte nach dem frühen Tod ihres Vaters eine schwere Kindheit und Jugend. Bei einem Verkehrsunfall kamen Familienmitglieder ums Leben. Katia Ricciarelli lebte mit Mutter und Schwester in Rovigo, später in Milano-Corsico. Das Geld für ihr Studium verdiente sie sich unter anderem mit Auftritten im Zirkus. In Venedig besuchte sie das Konservatorium Benedetto Marcello als Schülerin von Iris Adami-Corradetti. Sie gewann drei wichtige Gesangswettbewerbe: 1969 den Aslico-Wettbewerb in Mailand, 1970 den Preis der RAI („Voci verdiane“) und den Concours von Parma.
1969 debütierte sie in Mantua als Mimi in La Bohème und trat in der Folge am Teatro Regio von Parma als Leonora in Il trovatore auf und sang am Teatro La Fenice in Venedig in Verdis Il corsaro die Medora. 1971 feierte sie einen ersten großen Erfolg an der Oper von Rom in der Titelrolle von Verdis Giovanna d’Arco. In der Saison 1972/73 debütierte sie in Amerika und gastierte an der Oper von Chicago als Lucretia in I due Foscari sowie in Los Angeles als Mimi in La Bohème. Diese Rolle verkörperte sie auch 1974 bei ihrem ersten Auftritt an der Pariser Oper. 1973 gastierte sie am Théâtre de la Monnaie in Brüssel, im selben Jahr wurde sie an die Mailänder Scala verpflichtet. Auch an diesem Haus konnte sie ihre Erfolge fortsetzen; bei ihrem Einstand wurde sie als Suor Angelica in der gleichnamigen Oper von Puccini gefeiert.
Seit 1974 sang sie regelmäßig auf der Bühne der Covent Garden Oper in London und trat dort später nach ihrem Debüt als Mimi auch noch als Amelia in Un ballo in maschera, als Titelheldin in dessen Luisa Miller, als Elisabetta im Don Carlos, als Aida, als Leonora in Il Trovatore, als Desdemona im Otello, als Alice Ford in Falstaff, als Lucia in Lucia di Lammermoor und als Giulietta in Bellinis I Capuleti ed i Montecchi auf.
1975 kam sie das erste Mal an die Metropolitan Opera New York, ihre Antrittsrolle war die Mimi in La Bohème. 1978 konnte sie in New York einen ihrer größten Erfolge feiern, und zwar als Desdemona. Während ihres dortigen Engagements übernahm sie später die Partien der Amelia in Un ballo in maschera, der Micaela in Carmen und der Titelrolle von Luisa Miller
Gastspiele führten sie an die meisten großen Opernhäuser der Welt, so an die Wiener Staatsoper, an das Grand Théâtre Genf, wo sie die Donna Anna im Don Giovanni sowie die Mathilde in Rossinis Wilhelm Tell sang, an das Bolschoi-Theater Moskau, die Deutsche Oper Berlin, das Münchener Nationaltheater (u. a. in Il Trovatore, Don Carlos und Rigoletto von Verdi), die Hamburgische Staatsoper (u. a. Otello mit Placido Domingo in seinem Rollendebüt), das Teatro Liceo Barcelona und die Oper in New Orleans. In der Arena von Verona trat sie in den Jahren 1973, 1978 (Il Trovatore), 1979 und 1984 (I Lombardi alla prima crociata) auf. 1977 gab sie im Rahmen der Salzburger Festspiele einen Liederabend.
Anfang der 1980er-Jahre widmete sich Ricciarelli besonders dem Werk von Rossini. So wurde sie ab 1982 für einige Saisonen nach Pesaro eingeladen, wo sie in den bemerkenswerten Wiederaufführungen der Opern Il viaggio a Reims als Madame Cortese und Bianca e Falliero als Bianca, 1989 als Ninetta in La gazza ladra, als Ellen in La donna del lago und als Amenaide in Tancredi auftrat. 1985 sang sie am Teatro La Fenice in Venedig die Titelpartie in Rossinis Armida und in Parma die Semiramis in Rossinis gleichnamiger Oper.
1987 konnte man sie bei den Aufführungen von Aida vor den Tempeln von Luxor in der Titelrolle hören. Bei den Bregenzer Festspielen wie an der Staatsoper Stuttgart gastierte sie 1987 als Anna Bolena in der Donizetti-Oper und am Teatro San Carlo Neapel als Elisabetta in Roberto Devereux. 1988 war sie am Münchener Nationaltheater und am Théâtre Châtelet Paris die Marguerite im Faust.
1989 trat sie in Versailles als Maddalena in Andrea Chénier auf, die aus Anlass der Zweihundertjahrfeier der Französischen Revolution gegeben wurde. 1990 war sie an der Metropolitan Oper wie an der Covent Garden Oper die Desdemona in Verdis Otello. 1991 hatte sie Auftritte in Rom als Titelheldin in Iphigénie en Tauride von Piccinni, in Reggio Emilia als Maria in Maria Stuarda, am Grand Théâtre Genf als Amenaide in Rossinis Tancredi, an der Oper von Monte Carlo als Susanna in Il segreto di Susanna, am Théâtre de la Monnaie Brüssel die Elena in Rossinis La donna del lago. 1993 hörte man sie am Teatro Coccia von Novara als Valentine in den Hugenotten. 1996 trat sie beim Puccini Festival in Torre del Lago als Liu in Turandot auf und gastierte sie am Teatro Fraschini in Pavia in der Titelrolle von La Cenerentola, 1997 übernahm sie in Palermo die Titelpartie der Agrippina.
1998 wurde ihr die künstlerische Leitung des Teatro Politeamo Greco in Lecce anvertraut, dort trat sie 1998 als Fedora in der Oper gleichen Namens von Giordano auf. 2003 bis 2005 war sie künstlerische Leiterin des jährlichen Opernfestes von Macerata.
Höhepunkte ihres umfangreichen Repertoires waren die Titelpartien in den Donizetti-Opern Anna Bolena, Maria de Rudenz und Lucrezia Borgia, die Semiramis in Rossinis gleichnamiger Oper, die Giulietta in Bellinis I Capuleti ed i Montecchi sowie die großen Sopranrollen in den Opern von Cherubini, Puccini und Verdi, von denen viele auf Tonträgern und Filmen verewigt wurden.
Auch im Konzertsaal bewies sie ihr Können als eine der bedeutendsten italienischen Sopranistinnen ihrer Epoche, die mit den bedeutendsten Dirigenten ihrer Zeit auftrat, so mit Claudio Abbado, Colin Davis, Gianandrea Gavazzeni, Carlo Maria Giulini, Herbert von Karajan, Carlos Kleiber, James Levine, Lorin Maazel, Zubin Mehta, Riccardo Muti und Georges Prêtre.

## Sonstiges
1991 gründete sie die „Accademia Lirica di Katia Ricciarelli“.
Daneben wirkt Katia Ricciarelli auch erfolgreich als Schauspielerin, so 2005 in La seconda notte de nozze von Pupi Avati und 2008 in der Komödie Bianco e nero von Cristina Comencini. Zudem wirkte sie 2006 auf Canale 5 in der Reality-TV-Produktion La fattoria mit. Von 2011 bis 2015 spielte sie in der Fernsehserie Die Bergpolizei – Ganz nah am Himmel die Rolle der Assunta.
Sie lebt auf ihrem Landsitz in der Nähe von Spoleto; von ihrem 40. Geburtstag bis 2004 war sie mit dem Fernsehmoderator Pippo Baudo verheiratet.

## Auszeichnungen
- 1978: Verleihung des Premio Bacco dei Borbone (Festival della Valle d’Itria)
- 1994: Verleihung des Großoffizierzeichens für Verdienste um die Republik Italien (Grande Ufficiale Ordine al merito della Repubblica Italiana) am 2. August 1994 in Rom.
- 1994: Verleihung des Titels Kammersänger an der Wiener Staatsoper.
- 2005: Verleihung des Preises Nastro d’Argento (Silbernes Band) als beste Schauspielerin für ihre Rolle in Pupi Avatis La seconda notte di nozze durch den Italienischen Filmjournalisten-Verband.

## Diskografie (Auswahl)
- Bellini: I Capuleti e i Montecchi mit Luchetti, Merighi, Monachesi, Marangoni; Chor und Orchester des Teatro La Fenice unter Piero Bellugi; Livemitschnitt vom 16. Mai 1973; Mondo Musica 1999.
- Bellini: I Puritani (Malibran-Fassung) mit Merritt, Carmona, Scandiuzzi, Jankovic, Gaifa, Riva; Chor des Teatro Petruzelli und Orchester Sinfonica Siciliana unter Gabriele Ferro; Liveaufnahme vom 10. April 1986; Fonit Cetra 1986.
- Bellini: I Capuleti e i Montecchi mit Montague, Raffanti, Lippi, Salvadori; Chor und Orchester des Teatro La Fenice unter Bruno Campanella; Livemitschnitt vom April/Mai 1991; Nuova Era 1991.
- Bellini: Zaira mit Alaimo, Vargas, Papadjakou; Chor und Orchester des Teatro Massimo Bellini di Catania unter Paolo Olmi; Livemitschnitt vom 4. März 1993; Nuova Era 1993.
- Bellini: Messe Nr. 2 g-moll; zusammen mit Giuseppe Geremia: Missa pro defunctis und Tantum ergo mit Fisichella, Zanasi, Aparo; Camerata Polifonica Siciliana unter Douglas Bostock; Classico 1999.
- Bizet: Carmen mit Baltsa, Carreras, van Dam: Berliner Philharmoniker unter Herbert von Karajan; Deutsche Grammophon 1983.
- Donizetti: Anna Bolena mit Soffel, Ballo, Ghiuselev; Chor und Orchester des Teatro Massimo di Palermo unter Evelino Pidò; Livemitschnitt von 1991; Serenissima 1991.
- Donizetti: L’elisir d’amore mit Carreras, Nucci, Trimarchi, Rigacci; Sinfonieorchester RAI Turin unter Claudio Scimone; Philips 1985.
- Donizetti: Maria de Rudenz mit Nucci, Cupido, Baleani; Chor und Orchester des Teatro La Fenice di Venezia unter Eliahu Inbal; Livemitschnitt vom Januar 1981; Fonit Cetra 1994.
- Mascagni: Amica mit Fabio Armiliato, Padovan, Chor und Orchester des Ungarischen Rundfunks unter Marco Pace; Kicco Music 1996.
- Puccini: La Bohème mit Carreras, Wixell, Hagegard, Putnam, Lloyd, Elvin; Chor und Orchester der Royal Opera Covent Garden unter Sir Colin Davis; Philips 1979.
- Puccini: Tosca mit Carreras, Raimondi, Nimsgern, Zednik; Berliner Philharmoniker unter Herbert von Karajan; Deutsche Grammophon 1980.
- Puccini: Turandot mit Domingo, Araiza, Hendricks, Raimondi, Hornik; Wiener Philharmoniker unter Herbert von Karajan; Deutsche Grammophon 1981.
- Puccini: Turandot mit Ricciarelli als Liù, Carreras, Bogart, Marton (Turandot); Chor und Orchester der Wiener Staatsoper unter Lorin Maazel; Sony 1983.
- Rossini: Tancredi mit Horne, Palacio, Zaccaria; Chor und Orchester der Metropolitan Opera New York unter Eve Queler; Livemitschnitt vom 14. März 1978, Historical Recording Enterprises HRE 238-3
- Rossini: Stabat mater mit Valentini-Terrani, Gonzales, Raimondi; Philharmonia Orchestra unter Carlo Maria Giulini, Deutsche Grammophon 1982.
- Rossini: La donna del lago mit Valentini-Terrani, Gonzales, Raffanti, Ramey; Philharmonischer Chor Prag und das Chamber Orchestra of Europe unter Maurizio Pollini; Fonit Cetra 1983.
- Rossini: Il viaggio a Reims mit Gasdia, Cuberli, Valentini Terrani, Araiza, Nucci, Dara, Raimondi, Ramey; Chamber Orchestra of Europe unter Claudia Abbado; Livemitschnitt von 1984; Deutsche Grammophon 1985.
- Rossini: La gazza ladra mit Matteuzzi, Ramey, Furlanetto, Manca di Nissa; Sinfonieorchester RAI Turin unter Gianluigi Gelmetti; Livemitschnitt 1989; Sony 1995.
- Verdi: Aida mit Freni, Carreras, Baltsa, Cappuccilli, Raimondi, van Dam, Ricciarelli (als Sacerdotessa); Wiener Philharmoniker unter Herbert von Karajan; EMI 1979.
- Verdi: Simone Boccanegra mit Cappuccilli, Domingo, Raimondi; Orchester der RCA unter Gianandrea Gavazzeni; RCA 1973.
- Verdi: Simone Boccanegra mit Bruson, Lucchetti, Raimondi; Chor und Orchester der Wiener Staatsoper unter Claudio Abbado; Livemitschnitt 1984; RCA 1999.
- Verdi: I due foscari mit Carreras, Cappuccilli, Ramey; Chor und New Philharmonia Orchestra unter Lamberto Gardelli; Philips 1976.
- Verdi: Luisa Miller mit Carreras, Bruson, Rinaudo; Chor und Orchester des Teatro Regio di Torino unter Fernando Previtali; Livemitschnitt vom 5. September 1976; Opera d’Oro 1999.
- Verdi: La battaglia di Legnano mit Carreras, Manuguerra, Ghiuselev; Chor und Symphonieorchester des Österreichischen Rundfunks unter Lamberto Gardelli; aufgenommen 1978; Universal Music 2007.
- Verdi: Un ballo in maschera mit Domingo, Cappuccilli, Connell; Chor und Orchester des Royal Opera House Covent Garden unter Claudio Abbado; Livemitschnitt 1975; auch auf DVD.
- Verdi: Un ballo in maschera mit Domingo, Bruson, Obraszova; Chor und Orchester der Mailänder Scala unter Claudio Abbado; Deutsche Grammophon 1980.
- Verdi: Il trovatore mit Carreras, Toczyska, Masurok, Lloyd; Chor und Orchester der Royal Opera Covent Garden unter Sir Colin Davis; Philips 1980.
- Verdi: Messa da Requiem mit Verret, Domingo, Ghiaurov; Chor und Orchester der Mailänder Scala unter Claudio Abbado; Deutsche Grammophon 1980.
- Verdi: Luisa Miller mit Domingo, Bruson, Obraszova; Chor und Orchester der Royal Opera Covent Garden unter Lorin Maazel; Deutsche Grammophon 1980.
- Verdi: Aida mit Domingo, Obraszova, Nucci, Valentini-Terrani, Ghiaurov, De Palma; Chor und Orchester der Mailänder Scala unter Claudio Abbado; Deutsche Grammophon 1983.
- Verdi: Don Carlos mit Lucchetti, Cossotto, Ghiaurov; Chor und Orchester des Teatro La Fenice di Venezia unter Georges Prêtre; Livemitschnitt 1973; Mondo Musica 1999.
- Verdi: Don Carlos mit Domingo, Raimondi, Ghiaurov, Valentini-Terrani, Nucci, Murray; Chor und Orchester der Mailänder Scala unter Claudio Abbado; Deutsche Grammophon 1984.
- Verdi: Falstaff mit Bruson, Nucci, Hendricks, Valentini-Terrani; Los Angeles Philharmonic Orchestra unter Carlo Maria Giulini; Deutsche Grammophon 1984.
- Verdi: Otello mit Domingo, Diaz, Malakova; Chor und Orchester der Mailänder Scala unter Lorin Maazel; EMI 1985 (Diese Aufnahme verwendete auch Franco Zeffirelli für seine Verfilmung).